# Steady seller
In de boekenbranche wordt onder een steady seller verstaan een boek dat bij verschijnen niet direct een enorm succes had of een hype veroorzaakte, maar dat niettemin min of meer continu bleef verkopen, waarvoor altijd een publiek was en dat dan ook altijd met tussenpozen herdrukt en leverbaar bleef. Langs die weg heeft zo’n boek toch een plaats gekregen binnen de canon van de literatuur. Niet zelden gaat het om boeken die jaren na verschijnen werden opgenomen in Klassieken-reeksen of bijzondere series (van bijvoorbeeld boekenclubs), en die ook pas lang na hun eerste druk vertaald werden.
Voorbeelden:

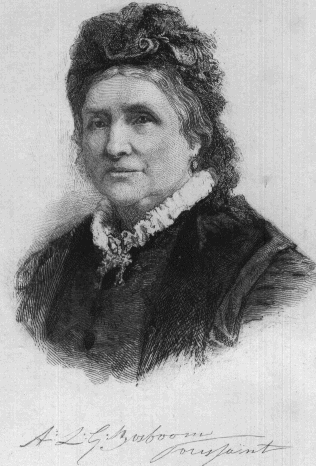
A.L.G. Bosboom-Toussaint

- A.L.G. Bosboom-Toussaint – Majoor Frans: 1e druk 1874, 14e druk 2002
- Marcellus Emants – Een nagelaten bekentenis: 1e druk 1894, 23e druk 2006
- Albert Helman - De stille plantage: 1e druk 1931, 24e druk 2008
- Albert Vigoleis Thelen - Die Insel des zweiten Gesichts: 1e druk 1953, 19e druk 2005

## Ander gebruik
Het begrip steady seller kan overigens ook gebruikt worden voor andere media, zoals cd’s, video, dvd’s.